# Spodoptera amygia
Spodoptera amygia är en fjärilsart som beskrevs av Achille Guenée 1852. Spodoptera amygia ingår i släktet Spodoptera och familjen nattflyn. Inga underarter finns listade i Catalogue of Life.